# 尼阿里省
尼阿里省（法語：Niari），是剛果共和國南部的一個省份，首府多利西，該區北臨加蓬共和國，東鄰萊庫穆省和布恩扎省，東南面是剛果民主共和國，南毗安哥拉的喀丙達省，西南面是奎盧省，面積25,940平方公里，下分6縣，2007年人口231,271。
1. ↑  . hdi.globaldatalab.org.   [2018-09-13]. （原始内容存档于2018-09-23） （英语）.